# 赫馬里夫卡 (哈爾科夫區)
49°48′17″N 36°24′46″E / 49.80472°N 36.41278°E
赫馬里夫卡（烏克蘭語：Хмарівка）是位於烏克蘭東部的村莊，由哈爾科夫州哈爾科夫區的貝茲柳季夫卡市鎮負責管轄。該村始建於1938年，面積0.47平方公里，海拔高度93米，2001年人口315，人口密度每平方公里670.2人。